# Charlie Sanders
Charles Alvin Sanders (Richlands, 25 agosto 1946 – Royal Oak, 2 luglio 2015) è stato un giocatore di football americano statunitense che ha militato nel ruolo di tight end per tutta la carriera con i Detroit Lions della National Football League (NFL). È stato inserito nella Pro Football Hall of Fame nel 2007.

## Carriera professionistica
Sanders fu scelto dai Detroit Lions nel corso del terzo giro del Draft NFL 1968 e rimase il tight end titolare della squadra per le successive dieci stagioni. In carriera totalizzò 336 ricezioni e divenne noto anche per le sue notevoli abilità nel bloccare oltre che come ricevitore. Fu convocato sette volte per il Pro Bowl (1968–1971 e 1974–1976) e fu inserito nella formazione ideale della NFL degli anni 1970 dai giurati della Pro Football Hall of Fame. Sanders è anche membro della North Carolina Sports Hall of Fame e nel 2008 fu inserito nella formazione ideale del 75º anniversario dei Detroit Lions.

## Vittorie e premi
- Convocazioni al Pro Bowl: 7

1968, 1969, 1970, 1971, 1974, 1975, 1976
- First-team All-Pro: 3

1969, 1970, 1971
- Formazione ideale della NFL degli anni 1970
- Formazione ideale del 75º anniversario dei Detroit Lions
- Pro Football Hall of Fame (Classe del 2007)

## Statistiche
| Ricezioni              | 336   |
| Yard ricevute          | 4 817 |
| Touchdown su ricezione | 31    |